# Barta János (zeneszerző)
Barta János (1794 körül – Pozsony, 1874 augusztusa) zeneszerző.

## Élete
Sok dalt szerzett, és írt egy zongora-gyakorlókönyvet is. Élete utolsó éveiben betegsége miatt felhagyott a komponálással.